# BBCジャパン
BBCジャパン（BBC JAPAN）は、英国放送協会（以下、BBC）の日本向け専門チャンネルである。

## 概要
BBCの商業部門であるBBCワールドワイド社と、日本のBS・ 東経110度CS委託放送事業者の日本メディアーク社が共同で、BBCのエンターテイメント関連の番組を24時間放送していたチャンネル。具体的には、BBCワールドワイド社が編成製作、日本メディアーク社がBBCワールドワイドジャパン社の協力を得ながら、配信とチャンネル運営を担当。スカイパーフェクTV!110（現・スカパー!（東経110度BS・CSデジタル放送））の025chで放送されていた。
日本向けと銘打って放送を開始したが、同時通訳や吹替の付いた番組は無く、一部時間帯に字幕が付く形であった。
放送開始から約1年4ヶ月程経った2006年4月30日24時をもって放送を停止し、チャンネルは消滅した。

## 放送されていた番組一覧（一部）
- トップ・ギア
- トップ・オブ・ザ・ポップス

## 閉局後
運営会社であった日本メディアーク社はその後、会社合併により消滅した。放送されていた番組の一部はNHKや地上波民放・BS・その他CSチャンネルで放送された他、DVD等でセル作品化がされている。
2009年、2011年に新たに追加されるBSデジタル放送に参入するため、BBCワールドワイドジャパン社100%出資の新たな放送運営会社を設立した上で新規事業者として認定を受けるべく総務省へ申請していたが、認定には及ばなかった。
BBCの日本向けコンテンツに関する新しい動きとして2015年10月、BBCニュース日本語版が開設された。BBCNEWS 英語版の一部記事を日本語へ翻訳したものを掲載していくという。